# Designer Receptor Exclusively Activated by Designer Drugs
 (février 2017).
En neurosciences, les DREADD (pour Designer Receptor Exclusively Activated by Designer Drugs) aussi connus sous le nom de RASSL (Receptor activated solely by a synthetic ligand) - en français : récepteurs artificiels activés par ligand de synthèse (RALS) - sont des constructions moléculaires basés sur des récepteurs à protéine G et créés de façon à n'être sensibles qu'à une molécule ligand qui n'est pas présente naturellement dans l'organisme. Cela permet de contrôler temporellement et spatialement leur activation en injectant, au moment et dans la zone voulus par l'expérimentateur, le ligand de synthèse, typiquement une N-oxide clozapine (CNO). Cela en fait donc un outil précieux pour manipuler in vivo des neurones de façon contrôlée.